# 8250 Cornell
8250 Cornell este un asteroid din centura principală de asteroizi.

## Descriere
8250 Cornell este un asteroid din centura principală de asteroizi. A fost descoperit pe 2 septembrie 1980 la Stația Anderson Mesa de Edward L. G. Bowell. El prezintă o orbită caracterizată de o semiaxă mare de 3,13 ua, o excentricitate de 0,21 și o înclinație de 17,0° în raport cu ecliptica.